# Colobothea rubroornata
Colobothea rubroornata là một loài bọ cánh cứng trong họ Cerambycidae.